# Never Let You Go (utwór muzyczny Dimy Biłana)
Never Let You Go – utwór rosyjskiego piosenkarza Dimy Biłana, napisany przez Aleksandra Łuniowa, Irinę Antonian i Karen Kawalerian, nagrany i wydany w formie singla w 2006 oraz umieszczony na trzeciej płycie studyjnej artysty pt. Wriemia-rieka (2006).
Utwór reprezentował Rosję podczas 51. Konkursu Piosenki Eurowizji w 2006. 18 maja został zaprezentowany przez Biłana w półfinale konkursu i awansował do finału z trzeciego miejsca. W finale zajął drugie miejsce, zdobywając 248 punktów, w tym maksymalne noty (12 punktów) z Armenii, Białorusi, Finlandii, Izraela, Litwy, Łotwy i Ukrainy.
Biłan nagrał utwór także w języku rosyjskim jako „Tak ustrojen etat mir” (ros. Так Устроен Этот Мир).

## Lista utworów
CD single
1. „Never Let You Go” (Eurovision Version) – 3:09
2. „Never Let You Go” (Radio Remix) – 3:52
3. „Never Let You Go” (Club Mix) – 4:04
4. „Lady Flame” – 3:15

- Teledysk do „Never Let You Go”

## Notowania na listach przebojów
| Kraj  | Lista (2006)          | Najwyższe miejsce |
| ----- | --------------------- | ----------------- |
| Rosja | Russian Airplay Chart | 3                 |